# Star Wars: The Bad Batch
Star Wars: The Bad Batch ist eine US-amerikanische Computeranimationsserie und ein direkter Ableger der Serie Star Wars: The Clone Wars. Die Serie ist Teil des fiktiven Star-Wars-Universums von George Lucas und spielt zeitlich nach, sowie teilweise während der Ereignisse der siebten Staffel von The Clone Wars und des Films Star Wars: Episode III – Die Rache der Sith (2005).
The Bad Batch wurde von Dave Filoni produziert und startete am 4. Mai 2021 mit der Pilotfolge auf Disney+, eine zweite Staffel folgte am 4. Januar 2023. Eine finale dritte Staffel wurde ab dem 21. Februar 2024 ausgestrahlt, das Serienfinale wurde am 1. Mai 2024 veröffentlicht.

## Handlung
Inhaltlich dreht sich die Serie um die Kloneinheit 99 alias Schaden-Charge (engl. Bad Batch), eine Elite-Einheit andersartiger Klonkrieger, deren besondere Fähigkeiten auf Genmutationen zurückzuführen sind. Die Einheit besteht aus den Soldaten Sergeant Hunter, Wrecker, Tech, Crosshair und Echo. Die Kloneinheit 99 hat im Star-Wars-Kanon ihren ersten Auftritt in der siebten Staffel von The Clone Wars.
Eingeläutet wird die Serie mit einer Mission der Kloneinheit, die auf dem Planeten Kaller der Jedi-Meisterin Depa Billaba, ihrem Jedi-Padawan Caleb Dume und den Klonkriegern im Kampf gegen die Separatisten zur Hilfe eilen, als die Order 66 ausgerufen wird. Damit werden die Jedi vom Obersten Kanzler Palpatine fälschlich des Hochverrats an der Galaktischen Republik bezichtigt und durch die programmierten Klonkrieger verfolgt und getötet. Die Kloneinheit 99 – mit Ausnahme von Crosshair – versteht die Natur des Befehls nicht und findet bei der Recherche mehr über die Hintergründe ihres Ungehorsams zur Order 66 heraus. Nach imperialen Befehlen, die den Beschuss auf Zivilisten verlangte, entschied fast der ganze Trupp zu desertieren und unter dem imperialen Radar zu bleiben. Während einem ihrer letzten Besuche auf Kamino, treffen sie auf das aufgeweckte Klonmädchen Omega, welche sich der Gruppe anschließen möchte, weil sie eine immense Zugehörigkeit zu der Einheit empfindet, aufgrund deren Anderssein. Nach einer Ablehnung bei der ersten Begegnung, kommt das Bad Batch zurück nach Kamino und nimmt sie bei sich im Trupp auf, welches die Truppe auf ihrer Reise durch die Galaxis verstärkt, da Omega zu einem Teil der Einheit und der Familie wird. Ihre medizinischen, taktischen, praktischen und menschlichen Fähigkeiten erweisen sich als große Bereicherung für die Gruppe.
Am Ende der ersten Staffel wird mit der Zerstörung der Klonanlagen von Kamino die Ära der Klone offiziell beendet, weswegen sich die Einheit fortan umorientieren muss, während das Imperium mit der Klontechnologie noch unbekannte Absichten verfolgt.
Die zweite Staffel folgt Kloneinheit 99 auf weiteren Abenteuern. Infolge einer politischen Intrige gelingt es ihnen zwar ihren langjährigen Gegenspieler Admiral Edmon Rampart der Gerechtigkeit zuzuführen, doch Imperator Palpatine nutzt dies um die Ära der imperialen Sturmtruppen auszurufen. Auf Rampart folgt schließlich der skrupellose Dr. Royce Hemlock, welchem die Forschungseinrichtung Mount Tantiss auf dem Planeten Wayland unterstellt wird. Fortan beschäftigt er sich dort mit der Klontechnolgie und weiteren Projekten. Die Staffel endet mit dem Tod eines der Mitglieder von Kloneinheit 99 sowie der Auslieferung Omegas an Hemlock.
In der dritten Staffel versuchen die übrigen Mitglieder von Kloneinheit 99 Mount Tantiss und damit auch Omega zu finden, die vom Imperium für ihren Midichlorian-Wert, und somit ihre Begabung, die Macht nutzen zu können, von großem Nutzen ist. Von der ehemaligen Sith-Schülerin Asajj Ventress erfährt Omega, was es mit ihren besonderen Veranlagungen zu tun hat. Ebenso die Forschungseinrichtung selbst wird derweil von großer Bedeutung für Imperator Palpatine, da dieser dort am mysteriösen Projekt Nekromant arbeiten lässt und persönlich den Fortschritt begutachtet.  Im Endspurt zum Aufspüren Omegas tun sich die Klone mit dem mittlerweile in Ungnade gefallenen Rampart zusammen, in der Hoffnung ihr Ziel zu erreichen. Omega gelingt es, mit weiteren machtsensitiven Kindern, die vom Imperium für Experimente entführt wurden, aus Mount Tantiss zu fliehen. Bei der Flucht wird sie mit der Kloneinheit 99 wieder vereint, die die verantwortlichen Imperialen besiegen, und die Forschungseinrichtung größtenteils zerstören können. Durch die Vernichtung der Forschungsergebnisse von Projekt Nekromant, verlagert Großmoff Tarkin die finanziellen Ressourcen zum Forschungsprojekt Kleiner Stern, dem späteren Todesstern. In einem Epilog wird gezeigt, dass die Kloneinheit und Omega viele Jahre trotz der Herrschaft des Imperiums eine mehr oder weniger unbeschwerte Zeit auf Pabuu verbringen konnte. Eine erwachsene Omega vernimmt jedoch den Ruf der Rebellion, die nach Freiheitskämpfern sucht, und verabschiedet sich von einem sichtlich gealterten Hunter, ehe sie ins Ungewisse aufbricht.

## Einordnung in dasStar-Wars-Universum
Die Ereignisse der Serie spielen zwischen The Clone Wars und Star Wars Rebels (2014–2018), genauer gesagt kurz nach der Ausführung der Order 66, der systematischen Ermordung aller Jedi, also teilweise zeitgleich zu Die Rache der Sith, nach der Machtübernahme des Galaktischen Imperiums unter Imperator Palpatine.
Zeitleiste der Filme und Serien im Star-Wars-Universum
| Die dunkle Bedrohung |                                   |                   |                                    |                   |                                   |                   |                         | I             |                                |               |                          |               |                          |                          |                          |                          |                          |                          |                          |                         |                         |                         |                         |                         |                         |                         |                         |                   |                   |                   |                         |                         |                         |                         |
| Angriff der Klonkrieger |                                   |                   |                                    |                   |                                   |                   |                         |               |                                | II            |                          |               |                          |                          |                          |                          |                          |                          |                          |                         |                         |                         |                         |                         |                         |                         |                         |                   |                   |                   |                         |                         |                         |                         |
| Die Rache der Sith |                                   |                   |                                    |                   |                                   |                   |                         |               |                                |               |                          | III           |                          |                          |                          |                          |                          |                          |                          |                         |                         |                         |                         |                         |                         |                         |                         |                   |                   |                   |                         |                         |                         |                         |
| Krieg der Sterne |                                   |                   |                                    |                   |                                   |                   |                         |               |                                |               |                          |               |                          |                          |                          |                          |                          |                          |                          |                         |                         | IV                      | IV                      |                         |                         |                         |                         |                   |                   |                   |                         |                         |                         |                         |
| Das Imperium schlägt zurück |                                   |                   |                                    |                   |                                   |                   |                         |               |                                |               |                          |               |                          |                          |                          |                          |                          |                          |                          |                         |                         |                         |                         |                         | V                       |                         |                         |                   |                   |                   |                         |                         |                         |                         |
| Die Rückkehr der Jedi-Ritter |                                   |                   |                                    |                   |                                   |                   |                         |               |                                |               |                          |               |                          |                          |                          |                          |                          |                          |                          |                         |                         |                         |                         |                         |                         | VI                      |                         |                   |                   |                   |                         |                         |                         |                         |
| Das Erwachen der Macht |                                   |                   |                                    |                   |                                   |                   |                         |               |                                |               |                          |               |                          |                          |                          |                          |                          |                          |                          |                         |                         |                         |                         |                         |                         |                         |                         |                   |                   |                   |                         | VII                     |                         |                         |
| Die letzten Jedi |                                   |                   |                                    |                   |                                   |                   |                         |               |                                |               |                          |               |                          |                          |                          |                          |                          |                          |                          |                         |                         |                         |                         |                         |                         |                         |                         |                   |                   |                   |                         |                         | VIII                    |                         |
| Der Aufstieg Skywalkers |                                   |                   |                                    |                   |                                   |                   |                         |               |                                |               |                          |               |                          |                          |                          |                          |                          |                          |                          |                         |                         |                         |                         |                         |                         |                         |                         |                   |                   |                   |                         |                         |                         | IX                      |
| Rogue One |                                   |                   |                                    |                   |                                   |                   |                         |               |                                |               |                          |               |                          |                          | a)                       |                          |                          |                          |                          |                         | R1                      |                         |                         |                         |                         |                         |                         |                   |                   |                   |                         |                         |                         |                         |
| Solo |                                   |                   |                                    |                   |                                   |                   |                         |               |                                |               |                          |               |                          |                          | a)                       |                          | S                        |                          |                          |                         |                         |                         |                         |                         |                         |                         |                         |                   |                   |                   |                         |                         |                         |                         |
| Die Abenteuer der jungen Jedi | YJA                               |                   |                                    |                   |                                   |                   |                         |               |                                |               |                          |               |                          |                          |                          |                          |                          |                          |                          |                         |                         |                         |                         |                         |                         |                         |                         |                   |                   |                   |                         |                         |                         |                         |
| The Clone Wars (+ Kinofilm) |                                   |                   |                                    |                   |                                   |                   |                         |               |                                | TCW           | TCW                      | TCW           |                          |                          |                          |                          |                          |                          |                          |                         |                         |                         |                         |                         |                         |                         |                         |                   |                   |                   |                         |                         |                         |                         |
| The Bad Batch |                                   |                   |                                    |                   |                                   |                   |                         |               |                                |               |                          | TBB           | TBB                      |                          |                          |                          |                          |                          |                          |                         |                         |                         |                         |                         |                         |                         |                         |                   |                   |                   |                         |                         |                         |                         |
| Rebels |                                   |                   |                                    |                   |                                   |                   |                         |               |                                |               |                          |               |                          |                          |                          |                          |                          |                          |                          | Rebels                  | Rebels                  |                         |                         |                         |                         |                         | b)                      |                   |                   |                   |                         |                         |                         |                         |
| Resistance |                                   |                   |                                    |                   |                                   |                   |                         |               |                                |               |                          |               |                          |                          |                          |                          |                          |                          |                          |                         |                         |                         |                         |                         |                         |                         |                         |                   |                   |                   | Resistance              | Resistance              | Resistance              | Resistance              |
| The Acolyte |                                   |                   | c)                                 |                   | TA                                |                   |                         |               |                                |               |                          |               |                          |                          |                          |                          |                          |                          |                          |                         |                         |                         |                         |                         |                         |                         |                         |                   |                   |                   |                         |                         |                         |                         |
| Obi-Wan-Kenobi |                                   |                   |                                    |                   |                                   |                   |                         |               |                                |               |                          |               |                          |                          |                          |                          |                          | K                        |                          |                         |                         |                         |                         |                         |                         |                         |                         |                   |                   |                   |                         |                         |                         |                         |
| Andor |                                   |                   |                                    |                   |                                   |                   |                         |               |                                |               |                          |               |                          |                          |                          |                          |                          |                          |                          | Andor                   | Andor                   |                         |                         |                         |                         |                         |                         |                   |                   |                   |                         |                         |                         |                         |
| The Mandalorian |                                   |                   |                                    |                   |                                   |                   |                         |               |                                |               |                          |               |                          |                          |                          |                          |                          |                          |                          |                         |                         |                         |                         |                         |                         |                         |                         |                   | M                 |                   |                         |                         |                         |                         |
| Das Buch von Boba Fett |                                   |                   |                                    |                   |                                   |                   |                         |               |                                |               |                          |               |                          |                          |                          |                          |                          |                          |                          |                         |                         |                         |                         |                         |                         | c)                      | c)                      |                   | BF                |                   |                         |                         |                         |                         |
| Ahsoka |                                   |                   |                                    |                   |                                   |                   |                         |               |                                |               |                          |               |                          |                          |                          |                          |                          |                          |                          |                         |                         |                         |                         |                         |                         |                         |                         |                   | A                 |                   |                         |                         |                         |                         |
| Skeleton Crew |                                   |                   |                                    |                   |                                   |                   |                         |               |                                |               |                          |               |                          |                          |                          |                          |                          |                          |                          |                         |                         |                         |                         |                         |                         |                         |                         |                   | SC                |                   |                         |                         |                         |                         |
| Ära | Die Hohe Republik                 | Die Hohe Republik | Die Hohe Republik                  | Die Hohe Republik | Die Hohe Republik                 | Die Hohe Republik | Fall der Jedi           | Fall der Jedi | Fall der Jedi                  | Fall der Jedi | Fall der Jedi            | Fall der Jedi | Herrschaft des Imperiums | Herrschaft des Imperiums | Herrschaft des Imperiums | Herrschaft des Imperiums | Herrschaft des Imperiums | Herrschaft des Imperiums | Herrschaft des Imperiums | Zeitalter der Rebellion | Zeitalter der Rebellion | Zeitalter der Rebellion | Zeitalter der Rebellion | Zeitalter der Rebellion | Zeitalter der Rebellion | Zeitalter der Rebellion | Zeitalter der Rebellion | Die Neue Republik | Die Neue Republik | Die Neue Republik | Aufstieg der 1. Ordnung | Aufstieg der 1. Ordnung | Aufstieg der 1. Ordnung | Aufstieg der 1. Ordnung |
| \| \| Prequel-Trilogie (Episoden I–III) \| \| Original-Trilogie (Episoden IV–VI) \| \| Sequel-Trilogie (Episoden VII–IX) \| \| A-Star-Wars-Story-Filme \| \| (kanonische) Animations-Serien \| \| (kanonische) Real-Serien \| |                                   |                   |                                    |                   |                                   |                   |                         |               |                                |               |                          |               |                          |                          |                          |                          |                          |                          |                          |                         |                         |                         |                         |                         |                         |                         |                         |                   |                   |                   |                         |                         |                         |                         |
| Die Folgen der Serien Die Mächte des Schicksals und Geschichten der Jedi spielen jeweils zu unterschiedlichen Zeitpunkten, sodass eine Auflistung in der Tabelle nicht sinnvoll möglich ist. Ebenfalls nicht aufgelistet sind Miniserien, Kurzgeschichten, Comics, Bücher und andere Begleitwerke des offiziellen Star-Wars-Kanons sowie der Themenpark Star Wars: Galaxy’s Edge (zwischen VIII und IX). Zur schematischen Einordnung der Handlungen wird die fiktive Zeitrechnung des Star-Wars-Universums verwendet. Diese unterscheidet zwischen den Jahren vor der Schlacht von Yavin (VSY) und nach der Schlacht von Yavin (NSY). Die Schlacht von Yavin IV bildet das Ende von Krieg der Sterne (1977), bei dem Luke Skywalker und die Rebellenallianz den ersten Todesstern zerstören. |                                   |                   |                                    |                   |                                   |                   |                         |               |                                |               |                          |               |                          |                          |                          |                          |                          |                          |                          |                         |                         |                         |                         |                         |                         |                         |                         |                   |                   |                   |                         |                         |                         |                         |
| a) Prolog, b) Epilog, c) Rückblenden |                                   |                   |                                    |                   |                                   |                   |                         |               |                                |               |                          |               |                          |                          |                          |                          |                          |                          |                          |                         |                         |                         |                         |                         |                         |                         |                         |                   |                   |                   |                         |                         |                         |                         |
| | Prequel-Trilogie (Episoden I–III) |                   | Original-Trilogie (Episoden IV–VI) |                   | Sequel-Trilogie (Episoden VII–IX) |                   | A-Star-Wars-Story-Filme |               | (kanonische) Animations-Serien |               | (kanonische) Real-Serien |               |                          |                          |                          |                          |                          |                          |                          |                         |                         |                         |                         |                         |                         |                         |                         |                   |                   |                   |                         |                         |                         |                         |

## Figuren
Die experimentelle Kloneinheit 99, auch genannt Schaden-Charge (im Original: Bad Batch) ist eine Elite-Einheit von mutierten Klonkriegern, die erstmals von der Regierung der Galaktischen Republik im Kampf gegen die Separatisten eingesetzt werden (The Clone Wars). Nach den Ereignissen der von Imperator Palpatine ausgerufenen Order 66, dem Erschießungsbefehl an die Klone, alle Jedi zu töten (Die Rache der Sith), und die Kloneinheit 99 sich durch ihre Mutationen dem eingeimpften Befehl entziehen können, fliehen sie vor dem aufgestiegenen Galaktischen Imperium und bestreiten ihr Leben als Söldner-Truppe. Die Kloneinheit 99, bzw. Schaden-Charge besteht aus den folgenden Mitgliedern:
- Sergeant Hunter (CT-9901): er kommandiert die Kloneinheit und verfügt durch seine Mutationen über sehr ausgeprägte Sinneswahrnehmungen.
- Tech (CT-9902): ist das für seine hohe Intelligenz und dem guten Verständnis für Technik bekannte Mitglied der Kloneinheit 99. Während einer Mission gegen das Imperium stürzt Tech in eine Schlucht und stirbt.
- Wrecker (CT-9903): besitzt seinen Mutationen zufolge über eine enorme Kraft und überdurchschnittliche Körpergröße. Sein Charakter ist oftmals sehr impulsiv und durch sein hitziges Gemüt bekannt.
- Crosshair (CT-9904): ist ein begnadeter und begabter Scharfschütze und ist sehr wortkarg. Anders als seine Kameraden, schließt er sich dem Imperium an und wird Mitglied einer vorübergehenden imperialen Klonsoldaten-Riege. Im Laufe seines Dienstes in imperialen Reihen hadert er jedoch immer wieder mit seiner Entscheidung, wird später von Omega aus der Forschungseinrichtung Mount Tantiss befreit und kehrt schließlich wieder in die Einheit zurück.
- Echo (CT-1409): diente seinerzeit in den Klonkriegen an der Seite der Jedi, wird während der Endphase des Krieges von der Kloneinheit 99 aus der Gefangenschaft der Techno-Union befreit und wurde Teil der Crew. Echo besitzt einen kybernetischen rechten Arm und überdurchschnittliche IT-Fähigkeiten.
- Omega: hat ein extrem gutes Taktikverständnis und ist äußerst loyal und emphatisch. Manchmal etwas zu gutgläubig und naiv, ist sie dennoch sehr lernfähig und clever. Sie ist ein weiblich mutierter Klon von Jango Fett, der seine DNA als Vorlage für die Klonarmee spendete, und schließt sich nach der Order 66 der Kloneinheit 99 an, die sie nun fortan auf ihren Abenteuern begleitet. Während ihren ersten Jahren auf ihrer Heimat Kamino dient sie der Wissenschaftlerin Nala Se als medizinische Assistentin. Sie bricht am Ende der Serie auf, um sich der Rebellenallianz anzuschließen.

## Synchronisation

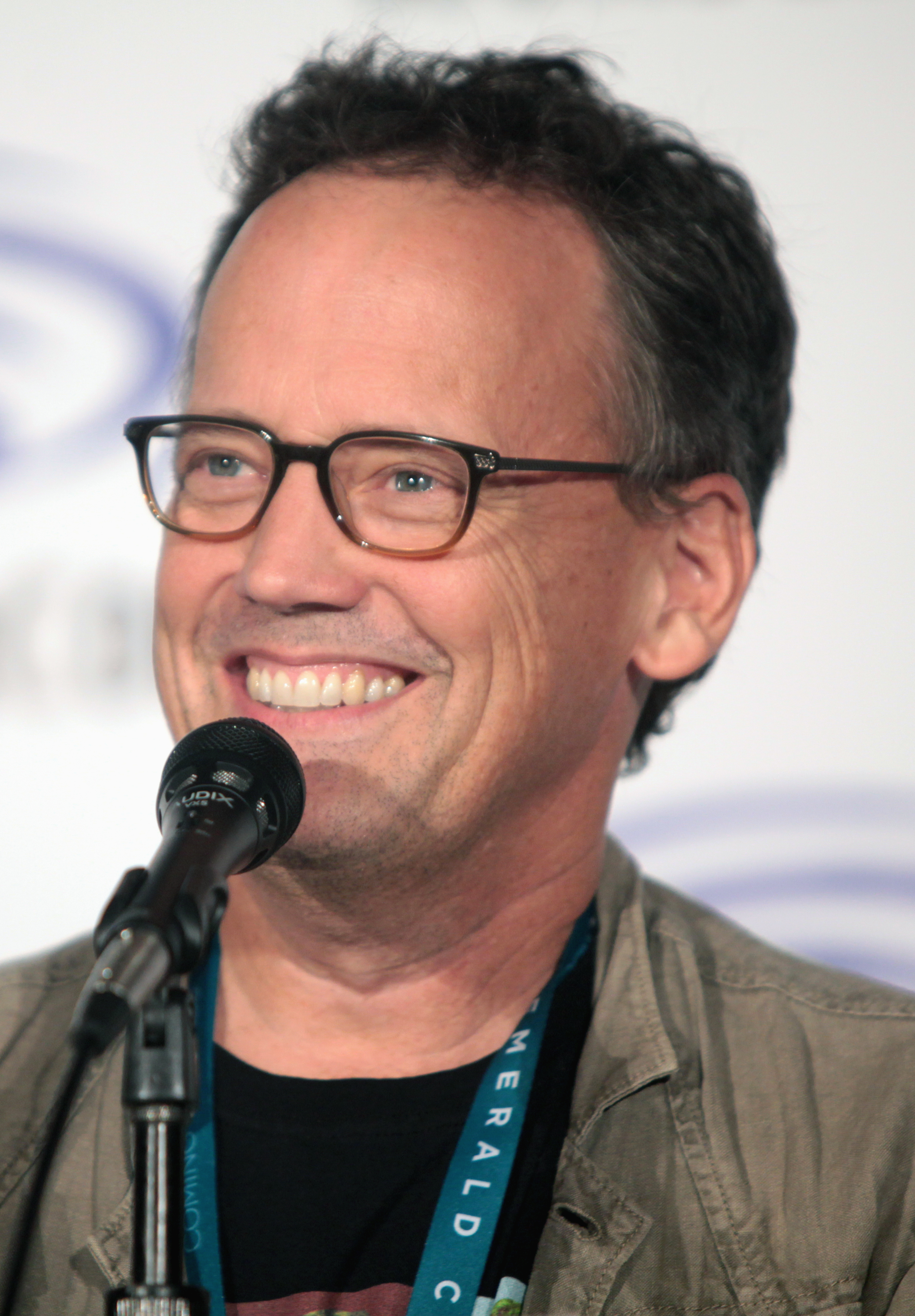
Dee Bradley Baker, Hauptdarsteller und Sprecher aller Klonkrieger im Originalton

Die deutsche Synchronisation der ersten Staffel entstand bei SDI Media Germany in Berlin. Die Dialogbücher schrieb Nathan Bechhofer, die Dialogregie führten Christian Press (Episoden 1–11) und Robin Kahnmeyer (Episoden 12–16). Die Synchronfassung der zweiten und dritten Staffel wurde bei der Iyuno Germany produziert; die Bücher verfassten Bechhofer und Florian Ruhdorfer, die Regie dieser Staffeln übernahm Kahnmeyer allein. Für die deutsche Fassung wurden die Synchronsprecher der Filme und Serien dazu verpflichtet, ihre Figuren auch in der Serie zu vertonen.
Während Martin Keßler anführend die Mitglieder der Kloneinheit 99 und alle Sprechrollen diverser Klonkrieger übernimmt, und Lina Rabea Mohr, die des Mädchens Omega, kehren in The Bad Batch auch mehrere Synchronsprecher in bereits etablierten Figuren aus anderen Star-Wars-Medien zurück. So etwa Friedhelm Ptok als Imperator Palpatine, Dennis Schmidt-Foß als Kanan Jarrus, Tobias Meister als Saw Gerrera, Tom Vogt als Bail Organa, Oliver Stritzel als Cad Bane, Vera Teltz als Fennec Shand, Detlef Gieß als Gouverneur Tarkin, Torsten Michaelis als Orson Krennic und Claudia Urbschat-Mingues als Asajj Ventress.
| Rollenname                                | Hauptrolle (Episoden) | Nebenrolle (Episoden)                                                     | Englische Synchronstimme                              | Deutsche Synchronstimme                                   |
| ----------------------------------------- | --------------------- | ------------------------------------------------------------------------- | ----------------------------------------------------- | --------------------------------------------------------- |
| Hunter                                    | 1.01–3.15             |                                                                           | Dee Bradley Baker                                     | Martin Keßler                                             |
| Echo                                      | 1.01–3.15             |                                                                           | Dee Bradley Baker                                     | Martin Keßler                                             |
| Wrecker                                   | 1.01–3.15             |                                                                           | Dee Bradley Baker                                     | Martin Keßler                                             |
| Crosshair                                 | 1.01–3.15             |                                                                           | Dee Bradley Baker                                     | Martin Keßler                                             |
| Tech                                      | 1.01–2.16             |                                                                           | Dee Bradley Baker                                     | Martin Keßler                                             |
| Captain Grey                              |                       | 1.01                                                                      | Dee Bradley Baker                                     | Martin Keßler                                             |
| Cut Lawquane                              |                       | 1.02                                                                      | Dee Bradley Baker                                     | Martin Keßler                                             |
| Captain Rex                               |                       | 1.07, 1.14, 2.07–2.08, 3.06–3.07                                          | Dee Bradley Baker                                     | Martin Keßler                                             |
| Captain Howzer                            |                       | 1.11–1.12, 2.14, 3.06–3.07                                                | Dee Bradley Baker                                     | Martin Keßler                                             |
| Commander Scorch                          |                       | 1.14, 2.11, 2.16–3.01, 3.03–3.04, 3.06, 3.10–3.12, 3.14–3.15              | Dee Bradley Baker                                     | Martin Keßler                                             |
| Captain Gregor                            |                       | 1.14, 2.14, 3.07                                                          | Dee Bradley Baker                                     | Martin Keßler                                             |
| Captain Wilco                             |                       | 2.01–2.02                                                                 | Dee Bradley Baker                                     | Martin Keßler                                             |
| Commander Cody                            |                       | 2.03                                                                      | Dee Bradley Baker                                     | Martin Keßler                                             |
| Klon-X Attentäter                         |                       | 2.07, 3.06–3.07, 3.10–3.12, 3.15                                          | Dee Bradley Baker                                     | Martin Keßler                                             |
| Commander Mayday                          |                       | 2.12                                                                      | Dee Bradley Baker                                     | Martin Keßler                                             |
| Nemec                                     |                       | 2.14, 3.06–3.07                                                           | Dee Bradley Baker                                     | Martin Keßler                                             |
| Fireball                                  |                       | 2.14, 3.06                                                                | Dee Bradley Baker                                     | Martin Keßler                                             |
| Commander Wolffe                          |                       | 3.06–3.07                                                                 | Dee Bradley Baker                                     | Martin Keßler                                             |
| Omega                                     | 1.01–3.15             |                                                                           | Michelle Ang                                          | Lina Rabea Mohr                                           |
| Nala Se                                   |                       | 1.01, 1.03, 1.08–1.09, 1.14, 1.16, 2.11, 2.16–3.01, 3.03–3.04, 3.10, 3.15 | Gwendoline Yeo                                        | Sabine Mazay                                              |
| Lama Su                                   |                       | 1.01, 1.03, 1.08–1.09, 1.14, 2.11                                         | Bob Bergen                                            | Reinhard Kuhnert                                          |
| AZI-3                                     |                       | 1.01, 1.03, 1.15–2.01, 2.04, 2.16, 3.05, 3.08, 3.11–3.12                  | Ben Diskin                                            | Tobias Müller                                             |
| Gouverneur Wilhuff Tarkin                 |                       | 1.01, 1.03, 1.15, 2.14–2.16, 3.10, 3.15                                   | Stephen Stanton                                       | Detlef Gieß                                               |
| Kampfdroiden                              |                       | 1.01, 1.06, 2.03                                                          | Matthew Wood                                          | Constantin von Jascheroff                                 |
| Imperator Palpatine / Darth Sidious       |                       | 1.01, 2.08, 3.03                                                          | Ian McDiarmid                                         | Friedhelm Ptok                                            |
| Saw Gerrera                               |                       | 1.01, 2.15                                                                | Andrew Kishino                                        | Tobias Meister                                            |
| Depa Billaba                              |                       | 1.01                                                                      | Archie Panjabi                                        | Ulrike Stürzbecher                                        |
| Kanan Jarrus / Caleb Dume                 |                       | 1.01                                                                      | Freddie Prinze Jr.                                    | Dennis Schmidt-Foß                                        |
| Erzähler                                  |                       | 1.01                                                                      | Tom Kane                                              | Uli Krohm                                                 |
| Admiral (ehem. Vizeadmiral) Edmon Rampart |                       | 1.02–1.04, 1.08, 1.11–1.12, 1.14–1.16, 2.02–2.03, 2.07–2.08, 3.12–3.15    | Noshir Dalal                                          | Arne Stephan                                              |
| Suu Lawquane                              |                       | 1.02                                                                      | Cara Pifko                                            | Victoria Sturm                                            |
| Fennec Shand                              |                       | 1.04, 1.09, 3.08                                                          | Ming-Na Wen                                           | Vera Teltz                                                |
| Ciddarin „Cid“ Scaleback                  |                       | 1.05–1.07, 1.10, 1.13, 2.01, 2.04, 2.09, 2.11, 2.13, 2.16                 | Rhea Perlman                                          | Sabine Walkenbach                                         |
| Bib Fortuna                               |                       | 1.05                                                                      | Matthew Wood                                          | Matthew Wood                                              |
| Trace Martez                              |                       | 1.06                                                                      | Brigitte Kali Canales                                 | Maria Hönig                                               |
| Rafa Martez                               |                       | 1.06                                                                      | Elizabeth Rodriguez                                   | Maria Burghardt                                           |
| Cad Bane                                  |                       | 1.08–1.09, 3.10                                                           | Corey Burton                                          | Oliver Stritzel                                           |
| Todo 360                                  |                       | 1.08–1.09, 3.10                                                           | Seth Green                                            | Tobias Nath                                               |
| Taun We                                   |                       | 1.09                                                                      | Rena Owen                                             | Schaukje Könning                                          |
| Captain Bragg                             |                       | 1.10, 2.12, 3.15                                                          | Shelby Young                                          | Susanne Geier (Staffel 1 & 3) Juliane Kindler (Staffel 2) |
| Senator Avi Singh                         |                       | 1.10, 3.06                                                                | Alexander Siddig (Staffel 1) Danny Jacobs (Staffel 3) | Marko Bräutigam                                           |
| Cham Syndulla                             |                       | 1.11–1.12                                                                 | Robin Atkin Downes                                    | Björn Schalla                                             |
| Eleni Syndulla                            |                       | 1.11–1.12                                                                 | Ferelith Young                                        | Marion Musiol                                             |
| Gobi Glie                                 |                       | 1.11–1.12                                                                 | Corey Burton                                          | Dirk Petrick                                              |
| Hera Syndulla                             |                       | 1.11–1.12                                                                 | Vanessa Marshall                                      | Tanya Kahana                                              |
| C1-10P „Chopper“                          |                       | 1.11–1.12                                                                 | Dave Filoni                                           | Dave Filoni                                               |
| Senator Orn Free Taa                      |                       | 1.11                                                                      | Phil LaMarr                                           | Reinhard Scheunemann                                      |
| Roland Durand                             |                       | 1.13, 3.02                                                                | Tom Taylorson                                         | Hendrik Martz                                             |
| Dr. Scalder                               |                       | 1.16, 2.11, 2.14, 2.16, 3.06, 3.10, 3.12–3.15                             | Helen Sadler                                          | Daniela Molina                                            |
| Phee Genoa                                |                       | 2.01, 2.05, 2.13, 2.15, 3.08, 3.11–3.12, 3.15                             | Wanda Sykes                                           | Heike Schroetter                                          |
| Romar Adell                               |                       | 2.02                                                                      | Hector Elizondo                                       | Roland Hemmo                                              |
| Gouverneur Grotton                        |                       | 2.03                                                                      | Max Mittelman                                         | Sebastian Fitzner                                         |
| Tawni Ames                                |                       | 2.03                                                                      | Tasia Valenza                                         | Dorette Hugo                                              |
| Senatorin Riyo Chuchi                     |                       | 2.07–2.08, 2.14, 3.06                                                     | Jennifer Hale                                         | Julia Meynen                                              |
| Senator Bail Organa                       |                       | 2.07–2.08                                                                 | Phil LaMarr                                           | Tom Vogt                                                  |
| Senator Gani Riduli                       | Andreas Müller        | 2.07–2.08                                                                 | Phil LaMarr                                           |                                                           |
| Großwesir Mas Amedda                      |                       | 2.07–2.08                                                                 | Stephen Stanton                                       | Roland Hemmo                                              |
| Senatorin Tynnra Pamlo                    |                       | 2.07–2.08                                                                 | Sharon Duncan-Brewster                                | Sanam Afrashteh                                           |
| Senatorin Halle Burtoni                   |                       | 2.08                                                                      | Jameelah McMillan                                     | Kerstin Sanders-Dornseif                                  |
| Benni Baro                                |                       | 2.09–2.10                                                                 | Yuri Lowenthal                                        | Sam Bauer                                                 |
| Emerie Karr                               |                       | 2.11–2.12, 2.14, 2.16–3.01, 3.03, 3.10, 3.12–3.15                         | Keisha Castle-Hughes                                  | Ann Vielhaben                                             |
| Dr. Royce Hemlock                         |                       | 2.11, 2.14–3.01, 3.03–3.04, 3.10, 3.12, 3.14–3.15                         | Jimmi Simpson                                         | Johann Fohl                                               |
| Lieutenant Nolan                          |                       | 2.12                                                                      | Crispin Freeman                                       | Florens Schmidt                                           |
| Shep Hazard                               |                       | 2.13–2.14, 3.11, 3.15                                                     | Imari Williams                                        | Frank Schröder                                            |
| Lyana Hazard                              |                       | 2.13–2.14, 3.11, 3.15                                                     | Andy Allo                                             | Emilia Raschewski                                         |
| Lieutenant Maylur                         |                       | 2.15–2.16                                                                 | Alain Uy                                              | Gabriel Merz                                              |
| Commander Orson Krennic                   |                       | 2.15–2.16                                                                 | Ben Mendelsohn                                        | Torsten Michaelis                                         |
| General Hurst Romodi                      |                       | 2.15–2.16                                                                 | Andy de la Tour                                       | Peter Reinhardt                                           |
| Admiral Barton Coburn                     |                       | 2.15–2.16                                                                 | Dee Bradley Baker                                     | Dirk Bublies                                              |
| Mox                                       |                       | 3.02, 3.11, 3.15                                                          | Daniel Logan                                          | Carlos Fanselow                                           |
| Deke                                      | Julian Dennison       | 3.02, 3.11, 3.15                                                          |                                                       | Carlos Fanselow                                           |
| Stak                                      | Julian Dennison       | 3.02, 3.11, 3.15                                                          |                                                       | Carlos Fanselow                                           |
| Lady Isa Durand                           |                       | 3.02                                                                      | Anjelica Huston                                       | Isabella Grothe                                           |
| Captain Mann                              |                       | 3.04                                                                      | Harry Lloyd                                           | Sebastian Walch                                           |
| Asajj Ventress                            |                       | 3.09                                                                      | Nika Futterman                                        | Claudia Urbschat-Mingues                                  |

## Produktion

### Hintergrund

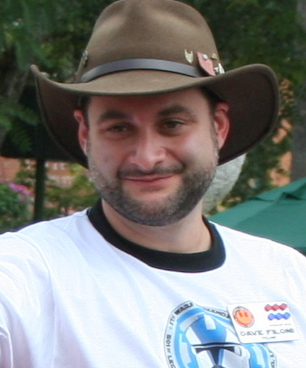
Dave Filoni (Showrunner & Executive producer)

Nachdem im Juli 2018 angekündigt wurde, dass The Clone Wars nach der letzten Staffel im Jahr 2014 nun doch noch eine siebte Staffel bekommen werde, führte Dave Filoni die Kloneinheit 99 erstmals in einem vierteiligen Handlungsstrang der neuen Staffel ein. Die Ideen rund um die Kloneinheit 99 entstammte noch aus den ursprünglichen Konzeptionen von George Lucas, welche dieser anfänglich für seine Version der siebten Staffel The Clone Wars verwenden wollte.
Im Rahmen der Star-Wars-Celebration 2023 in London kündigte Lucasfilm an, dass die Serie mit einer abschließenden dritten Staffel im Jahr 2024 beendet werden würde.

### Marketing
Auf dem Disney-Investors-Day am 11. Dezember 2020 erschien ein einminütiges Sizzle-Reel und am 30. März 2021 folgte schließlich der erste offizielle Trailer sowie ein erstes Poster.